# Вовчі ягоди Софії
Вовче лико Софії, вовчі ягоди Софії (Daphne sophia) — вид кущових рослин з родини тимелеєві (Thymelaeaceae) .

## Історія
Вовче лико Софії вперше було знайдене Василем Матвійовичем Черняєвим 7 червня 1821 року у Валуйському повіті Воронезької губернії. Він помилково описав його як Daphne oleoides Schreb. У 1849 році Іван Йосипович Калиниченко описав цю рослину як окремий вид.
В Україні вовче лико Софії вперше було знайдене Валерієм Івановичем Талієвим у 1910 році у двох місцезростаннях вище і нижче від села Охрімівка (нині Вовчанський район Харківської області).
У 1915 році в «Бюлетенях Харківського товариства любителів природи» була опублікована перша наукова робота видатного в майбутньому українського ботаніка Михайла Івановича Котова. Вона була присвячена вовчому лику Софії.

## Загальна біоморфологічна характеристика
Життєва форма — нанофанерофіт. Кущі заввишки 30-175 см. Пагони розгалужені. Кора темно-сірого кольору, на молодих гілках — бурого. Листки сірувато-зелені, зісподу білувато-опушені, оберненояйцеподібної форми. Білі квітки завдовжки 11-14 мм, зібрані пучками на верхівках гілок. Плоди — яскравочервоні кістянки, опадають недостиглими. Цвітіння відбувається у травні-липні. Розмножується вегетативно кореневими пагонами.

## Екологія
Реліктовий ендемічний вид відомий з дольодовикової епохи (неогенового періоду). Зростає у заростях чагарників між лісовою та степовою рослинністю і угрупованнями на крейдяних відшаровуваннях, на схилах балок. Ксеромезофіт.

## Поширення
Ареал виду займає невеличку територію на південних відрогах Середньоросійської височини в Харківській області України та Білгородській області Росії. Рослина є ендеміком басейну річки Сіверський Дінець.
Деякий час вважалося, що єдиним місцезростанням цього виду в Україні є Ботанічний заказник загальнодержавного значення «Вовчанський», однак експедиція, проведена 2004 р. групою харківських екологів і ботаніків за підтримки Британського фонду Раффорд Моріс Ленг (англ. Rufford Small Grant for Nature Conservation, The Rufford Maurice Laing Foundation) на цій території його не виявила. Натомність були виявлені три невеликі популяції вовчих ягід Софії в долині річки Вовчої біля сіл Охримівка, Мала Вовча і Миколаївка Вовчанського району Харківської області і одну популяцію на правобережжі річки Верхньої Дворічної біля села Колодязного Дворічанського району.

## Чисельність
Ценопопуляції мають переважно скупчений тип розподілу рослин у ценозах. У популяції поблизу с. Охрімівка за останніми даними (2006 р.) чисельність особин склала 175 рослин. Біля с. Мала Вовча чисельність виду станом на 2004 р. становила 770 пагонів, біля с. Миколаївка станом на 2007 р. 600 пагонів, а біля с. Колодязне — близько 1500.
Усі знайдені популяції вовчих ягід Софії достатньо ізольовані одна від одної: мінімальна відстань між ними становить близько 6 км. Кожна з них займає незначну площу (близько 0,1 га).
Із усіх 21 відомих місцезнаходжень 8, і в тому числі одне з території України, не збереглися до нашого часу. Прогресуюче зникнення виду пов'язують зі знищенням лісів із сосни крейдової (Pinus sylvestris var. cretacea Kalen.), які колись зростали на крейдяних відслоненнях по схилах корінних берегів річок на півдні Середньоросійської височини, однак майже повністю вирубані ще до початку XX сторіччя. Причинами також називають терасування схилів та їх штучне заліснення, що супроводжувалось докорінним
знищенням природного рослинного покриву, видобування крейди, збирання рослин на букети.

## Охоронні заходи
Вид занесено до Європейського червоного списку (віднесений до категорії рідкісних) та Червоного списку Міжнародного Союзу Охорони Природи (віднесений до категорії «Під загрозою зникнення»).
Внесений до Червоної книги Білгородської області, Росії та Червоної книги України. Природоохоронний статус — «Зникаючий».
Вирощують у Національному ботанічному саду імені М. М. Гришка НАН України, Ботанічному саду імені О. В. Фоміна Київського національного університету імені Тараса Шевченка, ботанічному саду Харківського національного університету імені В. Н. Каразіна.

## Систематика
Низка російських дослідників не відокремлює Daphne sophia, як і Daphne taurica Kotov, від Daphne altaica Pall. Деякі систематики розглядають Daphne taurica як підвид вовчого лика Софії (Daphne sophia subsp. taurica (Kotov) Halda).